# Вахрамеев, Иван Александрович
Ива́н Алекса́ндрович Вахраме́ев (Вахроме́ев) (1843—1908/1909) — русский предприниматель, общественный деятель, коллекционер, городской голова Ярославля
в 1881—1887 и 1897—1905 годах.
С 1905 года свою фамилию записывал через «о» — Вахромеев, также изменил название фирмы на «Торговый дом хлебных товаров И. А. Вахромеев с сыновьями». Причиной называют семейное предание о предполагаемом родоначальнике семьи по имени Варфоломей (в народном произношении Вахромей), отчего Иван Александрович решил, что фамилию правильнее записывать через «о».

## Биография
Родился 13 (25) августа 1843 года в Ярославле, в купеческой семье. Его отец, Александр Иванович Вахрамеев (1813—1895), сын хлеботорговца Ивана Фёдоровича Вахрамеева, к концу жизни стал купцом I-й гильдии, оставив сыну несколько мукомольных предприятий в Ярославле и губернии. Мать — купеческая дочь, Глафира Дмитриевна Чепахина.
Иван Вахрамеев активно расширял горизонты семейного бизнеса. К началу XX века, помимо мукомольного производства, ему принадлежали свинцово-белильный и маслобойный заводы, 2 парохода, а также многочисленные магазины и лавки. В 1897 году вместе с зятем Андреем Титовым Иван Александрович учредил в Ростове товарищество «И. Вахрамеев и Кo.», включавшее цикорную фабрику, паточный и саговый заводы.
Управляя крупным бизнесом, Вахромеев был сторонником строгой дисциплины, но умел ценить хороших работников. Учреждал пособия, пенсии и всячески поощрял своих служащих. Местом «у Вахрамеева» дорожили: специалисты работали у него десятки лет, а иные, благодаря достойному заработку, выходили «в люди» и открывали собственное дело.
В 32 года был избран гласным Городской Думы (1875). В 1881—1887 и 1897—1905 годах был городским головой Ярославля. В это время в городе появились водопровод и трамвай, электрическое освещение и телефонная связь. Были вымощены некоторые городские улицы, набережная Которосли была засажена деревьями. Для городской бедноты было возведено здание Ночлежного дома, а близ Вознесенских казарм открылась бесплатная библиотека-читальня — «с целью отвлечь народ от кабаков». По его инициативе в 1885 году на пустынной Парадной площади, утратившей к концу XIX века свое значение, был разбит сад. Там, где городских ресурсов на благоустройство не хватало, городской голова без лишних разговоров вкладывал в общее дело личный капитал. По политическим взглядам сочувствовал Союзу 17 октября.
На средства Вахрамеева была осуществлена реконструкция Ильинской площади и реставрация церкви Ильи Пророка, он пожертвовал 60 000 рублей серебром. В 1889 году на его средства была отреставрирована надпрестольная сень, которую из-за ветхого состояния предполагалось отправить в московское древлехранилище. В 1896 году его инициативой возведена ограда вокруг церкви, рисунок для которой выполнил академик А. И. Павлинов. В 1889—1904 годах были произведены ремонтные и реставрационные работы в церкви по проекту профессора Николая Султанова, под наблюдением московской археологической комиссии. В 1906 году издал монографию «Церковь во имя святого и славного пророка Божия Ильи в г. Ярославле». На его средства производился также ремонт ярославских церквей Иоанна Предтечи и Петра Митрополита.
Археограф и коллекционер. Собрал богатую коллекцию, одну из крупнейших в России, старинных рукописей, обширную библиотеку, нумизматический кабинет. Приобрел архивы местных краеведов Вадима Лествицына и Николая Корсунского. Описание славянских и русских рукописей из его коллекции, выполненное ростовским краеведом Андреем Титовым, было издано в шести томах. По завещанию Вахрамеева его собрание было передано Российскому историческому музею.
Изучал ярославские древности. Член Императорского общества истории и древностей, Московского и Петербургского археологических обществ, Императорского географического общества. Являлся одним из учредителей ЯГУАК, с 1889 года состоял её действительным и почетным членом, казначеем, а последние два года жизни (1906—1908) — председателем. На его средства были изданы несколько томов трудов Ярославской губернской учёной архивной комиссии (ЯГУАК), четыре тома Актов Спасского монастыря, «Княжеские и царские грамоты», кормовые и описные книги ряда монастырей, посмертно — Акты Угличской провинциальной канцелярии. Содействовал созданию музея комиссии (Древлехранилища) и передал в него часть своей коллекции. Член комитета по управлению Ростовским музеем церковных древностей.
Жертвуя огромные суммы на благо Ярославля, Иван Александрович делал это «без шума», спокойно и просто. В частности, при Вахрамееве в городе было учреждено добровольное Вольно-пожарное общество, но финансов на постройку нового депо не хватало. Один из членов Общества, С. В.  Дмитриев вспоминал, как ходили с подписным листом собирать деньги на каланчу. По смете на строительство требовалось 7,5 тысяч рублей. «Вахрамеев взял лист, что-то подписал и подал нам его обратно. При нем, понятно, неудобно было рассматривать, что и сколько написано в листе. Выйдя на улицу, заглянули и ахнули: подписано „10 000 рублей. И Вахр…“ (он очень плохо писал)». В формулярном списке о службе Ивана Вахрамеева значилось: «образование получил домашнее». По воспоминаниям современников, городской голова даже коротокой записки не мог написать без грамматических ошибок, но всю жизнь страстно стремился к знаниям. В интеллектуальном отношении Иван Александрович был, пожалуй, тем человеком, о которых сегодня говорят «selfmademan». Не ограничиваясь заботами о материальном благополучии, он живо интересовался наукой и искусством.
Требовательный к себе и другим, он умел видеть не только проблемы, но и способы их решения. «Город может обеднеть, — говорил Иван Александрович. — Но я верю твердо, что ни в нас, ни в наших потомках не обеднеет любовь к Родине».
В 1887 году удостоен звания почётного гражданина Ярославля. В 1905 году изменил одну букву в своей фамилии, став Вахромеевым.
Умер в Ярославле 26 декабря 1908 (8 января 1909) года. Похоронен на Леонтьевском кладбище.

## Публикации
- Речь ярославского городского головы И. А. Вахромеева. — Ярославль, 1895.
- Церковь во имя святого и славного пророка Божия Ильи в Ярославле. — Ярославль, 1906.

## Семья
Был женат на Елизавете Семёновне Крохоняткиной. Их дети:
- Мария (25 марта 1865 — после 1930), в замужестве Курлова
- Владимир и Максимилиан умерли в детстве от скарлатины (9 и 5 апреля 1875 г.)
- Александр (27.02.1875 — 29.05.1921, с. Мурза-Кояш, ныне Красноармейское, Крым), предприниматель.
- Сергей (20.01.1881 — после 1931, с. Салтыково Бронницкого уезда Московской губернии), инженер, предприниматель, общественный деятель.
- Семён (9.10.1884 — после 1971, Финляндия), чиновник министерства внутренних дел, участник Гражданской войны на Севере России (в армии генерала Миллера); эмигрировал с семьей в Финляндию.